# World RX de Letonia 2016
El World RX de Letonia, originalmente Neste World RX of Latvia, es una prueba de Rallycross en Letonia válida para el Campeonato Mundial de Rallycross. Se celebró en el Biķernieku Kompleksā Sporta Bāze en Riga, Letonia.
Sébastien Loeb consiguió su primera victoria de la temporada a bordo de su Peugeot 208, seguido de Mattias Ekström y Timmy Hansen. 
En RX Lites el noruego Sondre Evjen consiguió su primera victoria en la temporada, seguido de Conner Martell y Tejas Hirani.

## Supercar

### Series

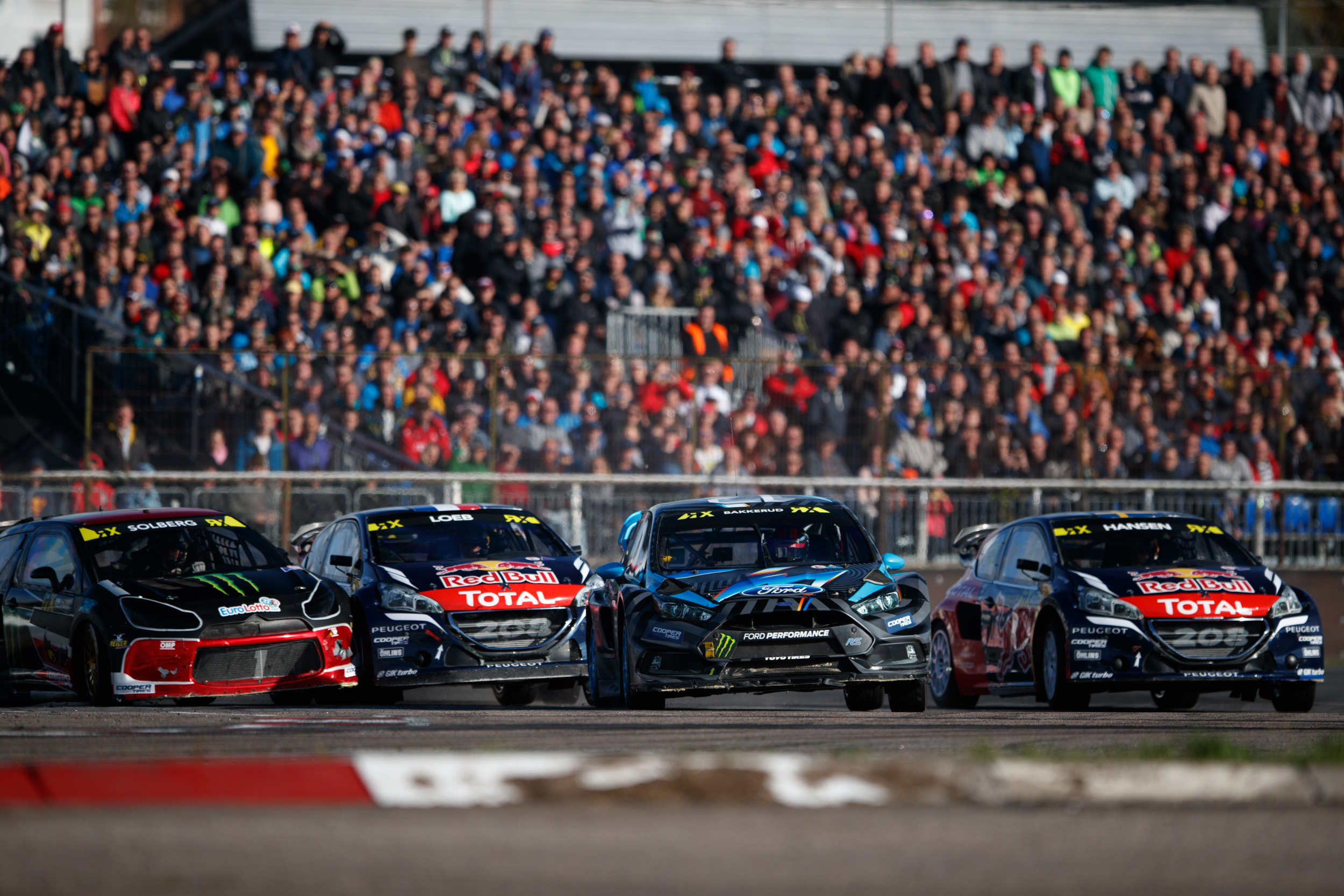
Solberg, Loeb, Bakkerud y Hansen peleando por posición

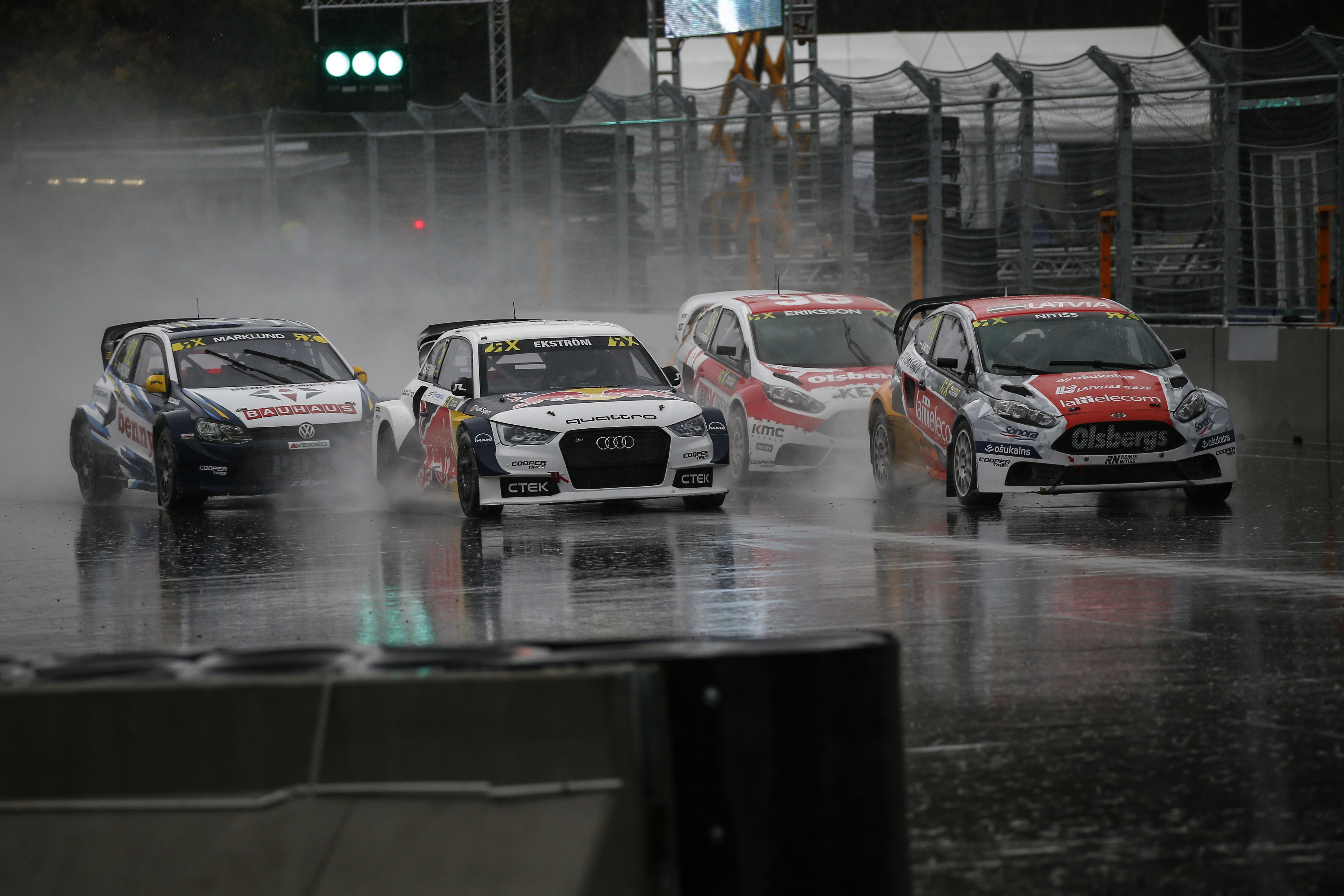
La acción del domingo comenzó en condiciones húmedas

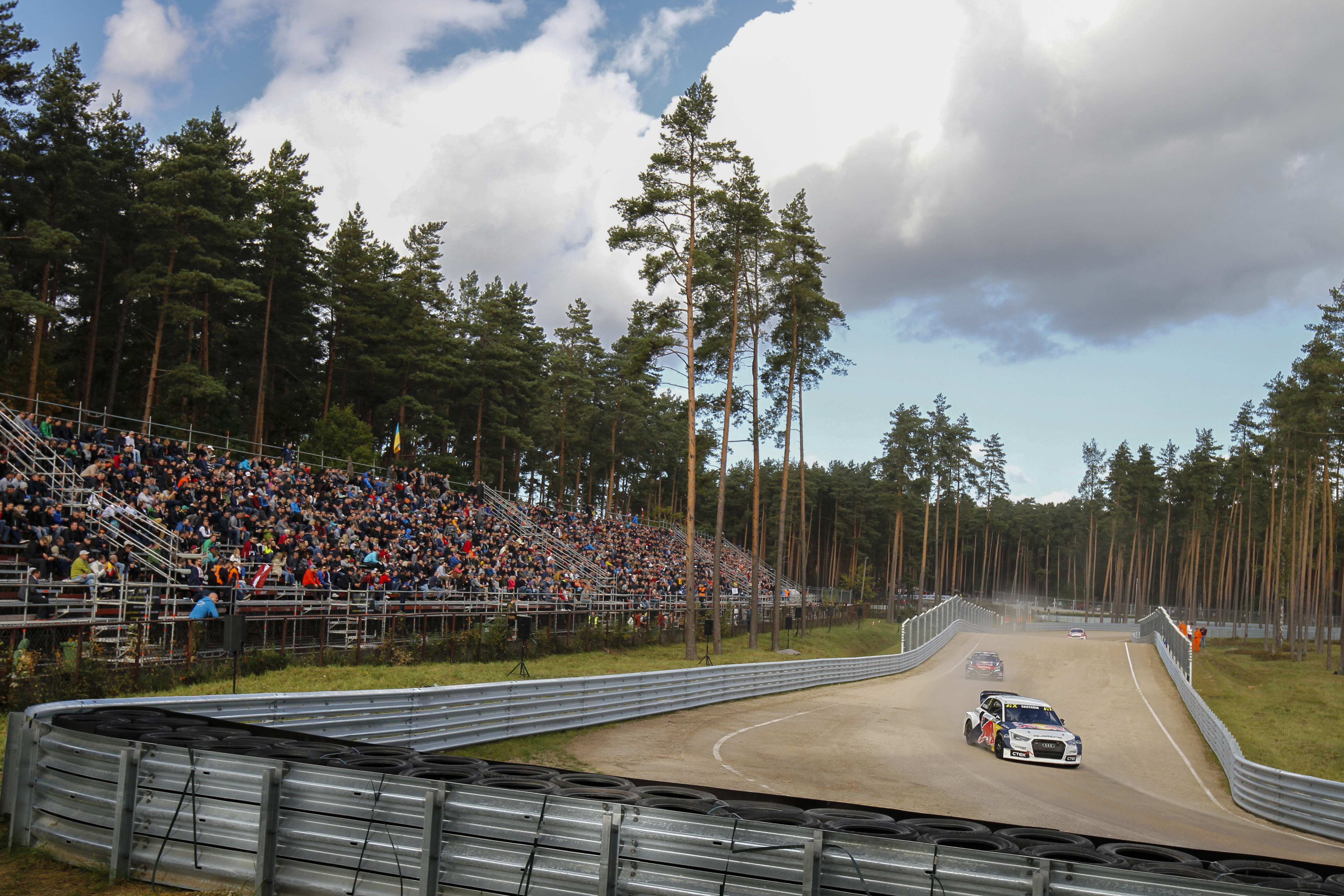
El fracaso de Solberg en conseguir puntos lo dejó en tercera posición en la clasificación y dotó a Ekström de una ventaja de 27 puntos sobre Kristoffersson con dos rondas restantes

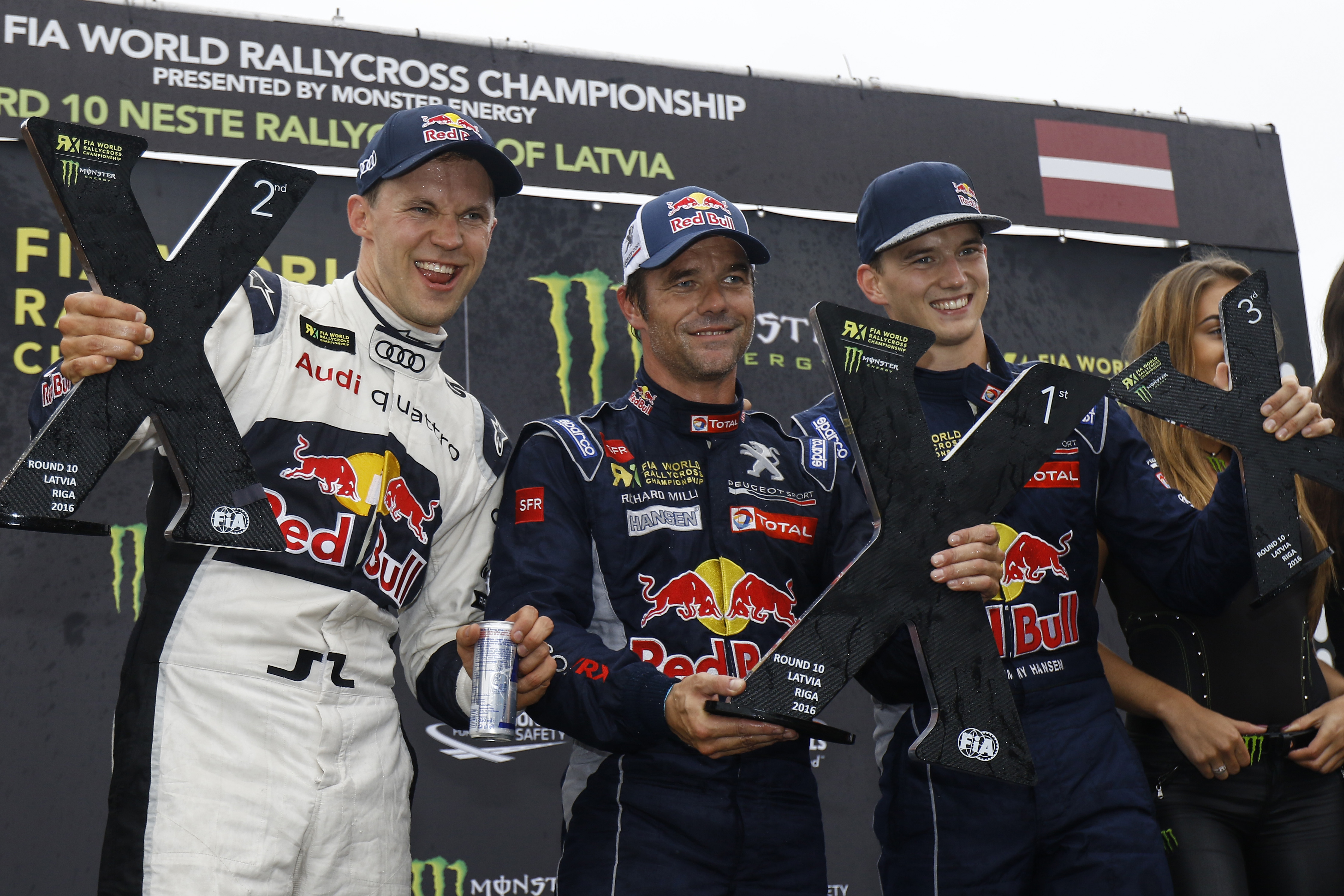
Sébastien Loeb ganó su primer World RX en Letonia

| Pos. | No. | Piloto               | Equipo                          | Auto                | Q1  | Q2  | Q3  | Q4  | Pts |
| ---- | --- | -------------------- | ------------------------------- | ------------------- | --- | --- | --- | --- | --- |
| 1    | 3   | Johan Kristoffersson | Volkswagen RX Sweden            | Volkswagen Polo     | 6º  | 1º  | 1º  | 7º  | 16  |
| 2    | 13  | Andreas Bakkerud     | Hoonigan Racing Division        | Ford Focus RS       | 2º  | 2º  | 3º  | 5º  | 15  |
| 3    | 21  | Timmy Hansen         | Team Peugeot-Hansen             | Peugeot 208         | 1º  | 5º  | 18º | 2º  | 14  |
| 4    | 5   | Mattias Ekström      | EKS RX                          | Audi S1             | 4º  | 14º | 2º  | 4º  | 13  |
| 5    | 9   | Sébastien Loeb       | Team Peugeot-Hansen             | Peugeot 208         | 3º  | 3º  | 17º | 3º  | 12  |
| 6    | 7   | Timur Timerzyanov    | World RX Team Austria           | Ford Fiesta         | 21º | 4º  | 5º  | 1º  | 11  |
| 7    | 6   | Jānis Baumanis       | World RX Team Austria           | Ford Fiesta         | 9º  | 8º  | 4º  | 9º  | 10  |
| 8    | 44  | Timo Scheider        | All-Inkl.com Münnich Motorsport | SEAT Ibiza          | 7º  | 6º  | 10º | 10º | 9   |
| 9    | 57  | Toomas Heikkinen     | EKS RX                          | Audi S1             | 14º | 7º  | 8º  | 6º  | 8   |
| 10   | 17  | Davy Jeanney         | Peugeot Hansen Academy          | Peugeot 208         | 8º  | 9º  | 7º  | 15º | 7   |
| 11   | 15  | Reinis Nitišs        | Olsbergs MSE                    | Ford Fiesta         | 10º | 11º | 9º  | 11º | 6   |
| 12   | 4   | Robin Larsson        | Larsson Jernberg Motorsport     | Audi A1             | 11º | 12º | 12º | 12º | 5   |
| 13   | 96  | Kevin Eriksson       | Olsbergs MSE                    | Ford Fiesta ST      | 15º | 13º | 11º | 14º | 4   |
| 14   | 37  | Guy Wilks            | JRM Racing                      | BMW MINI Countryman | 17º | 16º | 6º  | 16º | 3   |
| 15   | 92  | Anton Marklund       | Volkswagen RX Sweden            | Volkswagen Polo     | 13º | 15º | 16º | 13º | 2   |
| 16   | 43  | Ken Block            | Hoonigan Racing Division        | Ford Focus RS       | 12º | 10º | 20º | 21º | 1   |
| 17   | 10  | Janno Ligur          | Reinsalu Sport                  | Ford Fiesta         | 20º | 17º | 15º | 17º |     |
| 18   | 68  | Niclas Grönholm      | Olsbergs MSE                    | Ford Fiesta ST      | 18º | 20º | 13º | 18º |     |
| 19   | 1   | Petter Solberg       | Petter Solberg World RX Team    | Citroën DS3         | 5º  | DSQ | 14º | 8º  |     |
| 20   | 25  | Gigi Galli           | Gigi Galli                      | Kia Rio             | 19º | 19º | 21º | 20º |     |
| 21   | 65  | Guerlain Chicherit   | JRM Racing                      | BMW MINI Countryman | 22º | 18º | 19º | 19º |     |
| 22   | 77  | René Münnich         | All-Inkl.com Münnich Motorsport | SEAT Ibiza          | 16º | 21º | 22º | 22º |     |
| 23   | 88  | Nerijus Naujokaitis  | Motorsport LT                   | Škoda Fabia         | 23º | 22º | 23º | 23º |     |

### Semifinales
Semifinal 1
| Pos. | No. | Piloto               | Equipo                | Tiempo   | Pts |
| ---- | --- | -------------------- | --------------------- | -------- | --- |
| 1    | 9   | Sébastien Loeb       | Team Peugeot-Hansen   | 5:33.996 | 6   |
| 2    | 3   | Johan Kristoffersson | Volkswagen RX Sweden  | +0.427   | 5   |
| 3    | 21  | Timmy Hansen         | Team Peugeot-Hansen   | +2.293   | 4   |
| 4    | 57  | Toomas Heikkinen     | EKS RX                | +8.373   | 3   |
| 5    | 15  | Reinis Nitišs        | Olsbergs MSE          | +11.875  | 2   |
| 6    | 6   | Jānis Baumanis       | World RX Team Austria | DNF      | 1   |

Semifinal 2
| Pos. | No. | Piloto            | Equipo                          | Tiempo   | Pts |
| ---- | --- | ----------------- | ------------------------------- | -------- | --- |
| 1    | 5   | Mattias Ekström   | EKS RX                          | 5:32.044 | 6   |
| 2    | 7   | Timur Timerzyanov | World RX Team Austria           | +2.014   | 5   |
| 3    | 13  | Andreas Bakkerud  | Hoonigan Racing Division        | +6.589   | 4   |
| 4    | 44  | Timo Scheider     | All-Inkl.com Münnich Motorsport | +7.919   | 3   |
| 5    | 17  | Davy Jeanney      | Peugeot Hansen Academy          | +7.940   | 2   |
| 6    | 4   | Robin Larsson     | Larsson Jernberg Motorsport     | +14.414  | 1   |

### Final
| Pos. | No. | Piloto               | Equipo                   | Tiempo   | Pts |
| ---- | --- | -------------------- | ------------------------ | -------- | --- |
| 1    | 9   | Sébastien Loeb       | Team Peugeot-Hansen      | 5:27.665 | 8   |
| 2    | 5   | Mattias Ekström      | EKS RX                   | +2.305   | 5   |
| 3    | 21  | Timmy Hansen         | Team Peugeot-Hansen      | +5.429   | 4   |
| 4    | 13  | Andreas Bakkerud     | Hoonigan Racing Division | +11.104  | 3   |
| 5    | 3   | Johan Kristoffersson | Volkswagen RX Sweden     | +14.751  | 2   |
| 6    | 7   | Timur Timerzyanov    | World RX Team Austria    | DNF      | 1   |

## RX Lites

### Series
| Pos. | No. | Piloto              | Equipo                    | Q1  | Q2  | Q3  | Q4  | Pts |
| ---- | --- | ------------------- | ------------------------- | --- | --- | --- | --- | --- |
| 1    | 16  | Thomas Bryntesson   | JC Raceteknik             | 1º  | 1º  | 7º  | 1º  | 16  |
| 2    | 13  | Cyril Raymond       | Olsbergs MSE              | 11º | 2º  | 1º  | 3º  | 15  |
| 3    | 52  | Simon Olofsson      | Simon Olofsson            | 6º  | 7º  | 2º  | 2º  | 14  |
| 4    | 99  | Joachim Hvaal       | JC Raceteknik             | 2º  | 3º  | 9º  | 7º  | 13  |
| 5    | 55  | Vasily Gryazin      | Sport Racing Technologies | 4º  | 5º  | 8º  | 4º  | 12  |
| 6    | 56  | Thomas Holmen       | Thomas Holmen             | 3º  | 10º | 5º  | 6º  | 11  |
| 7    | 33  | Tejas Hirani        | Olsbergs MSE              | 5º  | 9º  | 3º  | 9º  | 10  |
| 8    | 8   | Simon Wågø Syversen | Set Promotion             | 10º | 8º  | 6º  | 5º  | 9   |
| 9    | 46  | Martins Lapins      | JC Raceteknik             | 7º  | 6º  | 4º  | 11º | 8   |
| 10   | 69  | Sondre Evjen        | JC Raceteknik             | 9º  | 4º  | 11º | 10º | 7   |
| 11   | 121 | Conner Martell      | Olsbergs MSE              | 8º  | 11º | 10º | 8º  | 6   |

### Semifinales
Semifinal 1
| Pos. | No. | Piloto            | Equipo                    | Tiempo   | Pts |
| ---- | --- | ----------------- | ------------------------- | -------- | --- |
| 1    | 52  | Simon Olofsson    | Simon Olofsson            | 5:50.110 | 6   |
| 2    | 121 | Conner Martell    | Olsbergs MSE              | +7.661   | 5   |
| 3    | 33  | Tejas Hirani      | Olsbergs MSE              | +11.146  | 4   |
| 4    | 46  | Martins Lapins    | JC Raceteknik             | +22.234  | 3   |
| 5    | 55  | Vasily Gryazin    | Sport Racing Technologies | +40.440  | 2   |
| 6    | 16  | Thomas Bryntesson | JC Raceteknik             | DNF      | 1   |

Semifinal 2
| Pos. | No. | Piloto              | Equipo        | Tiempo   | Pts |
| ---- | --- | ------------------- | ------------- | -------- | --- |
| 1    | 99  | Joachim Hvaal       | JC Raceteknik | 5:55.982 | 6   |
| 2    | 69  | Sondre Evjen        | JC Raceteknik | +2.776   | 5   |
| 3    | 56  | Thomas Holmen       | Thomas Holmen | +7.027   | 4   |
| 4    | 8   | Simon Wågø Syversen | Set Promotion | +9.430   | 3   |
| 5    | 13  | Cyril Raymond       | Olsbergs MSE  | +40.144  | 2   |

### Final
| Pos. | No. | Piloto         | Equipo         | Tiempo   | Pts |
| ---- | --- | -------------- | -------------- | -------- | --- |
| 1    | 69  | Sondre Evjen   | JC Raceteknik  | 5:58.048 | 8   |
| 2    | 121 | Conner Martell | Olsbergs MSE   | +0.562   | 5   |
| 3    | 33  | Tejas Hirani   | Olsbergs MSE   | +16.517  | 4   |
| 4    | 52  | Simon Olofsson | Simon Olofsson | DNF      | 3   |
| 5    | 99  | Joachim Hvaal  | JC Raceteknik  | DNF      | 2   |
| 6    | 56  | Thomas Holmen  | Thomas Holmen  | DNF      | 1   |

## Campeonatos tras la prueba
| Pos | Piloto               | Pts | Dif |
| --- | -------------------- | --- | --- |
| 1   | Mattias Ekström      | 228 |     |
| 2   | Johan Kristoffersson | 201 | +27 |
| 3   | Petter Solberg       | 194 | +34 |
| 4   | Andreas Bakkerud     | 192 | +36 |
| 5   | Sébastien Loeb       | 180 | +48 |

| Pos | Piloto              | Pts | Dif |
| --- | ------------------- | --- | --- |
| 1   | Cyril Raymond       | 175 |     |
| 2   | Thomas Bryntesson   | 167 | +8  |
| 3   | Simon Olofsson      | 151 | +24 |
| 4   | Joachim Hvaal       | 136 | +39 |
| 5   | Simon Wågø Syversen | 115 | +60 |

- Nota: Solo se incluyen las cinco posiciones principales.

| Prueba previa: World RX de Barcelona 2016 | Temporada 2016 del Campeonato Mundial de Rallycross | Siguiente prueba: World RX de Alemania 2016 |
| Prueba previa: Ninguna                    | World RX de Letonia                                 | Siguiente prueba: World RX de Letonia 2017  |

- Datos: Q27094608
- Multimedia: 2016 World RX of Latvia / Q27094608